# Helmovka skvrnitá
Helmovka skvrnitá (Mycena maculata) je druh houby z čeledi helmovkovité (Mycenaceae).

## Znaky
Klobouk je 1–4 cm široký, tvarem prochází postupně přes zvoncovitý, kuželovitý až po sklenutý, přičemž vyniká středový hrbolek. Pokožka je tmavě šedohnědá, vlhká je prosvítavě rýhovaná, v suchu bledne do šedookrova, u starých plodnic rezavě skvrnitá.
Lupeny jsou bělavé, hnědé až rezavé, mohou být hnědočerveně skvrnité, na klobouku jsou středně hustě usporádané, u třeně jsou připojené. Výtrusný prach je bílý.
Třeň je 4–10 cm dlouhý, válcovitý, šedavě či purpurově hnědý až rezavý.
Dužnina je tenká, na řezu červená, nemá výraznou vůni ani chuť.

## Užití
Nejedlý druh.

## Ekologie
Od dubna do prosince roste tato houba nehojně ve výše položených lesích, kde tvoří trsy na trouchnivějících dubech, bucích či smrcích.

## Rozšíření
Druh je rozšířen v oblastech Evropy, Severní Ameriky a Austrálie.

## Galerie

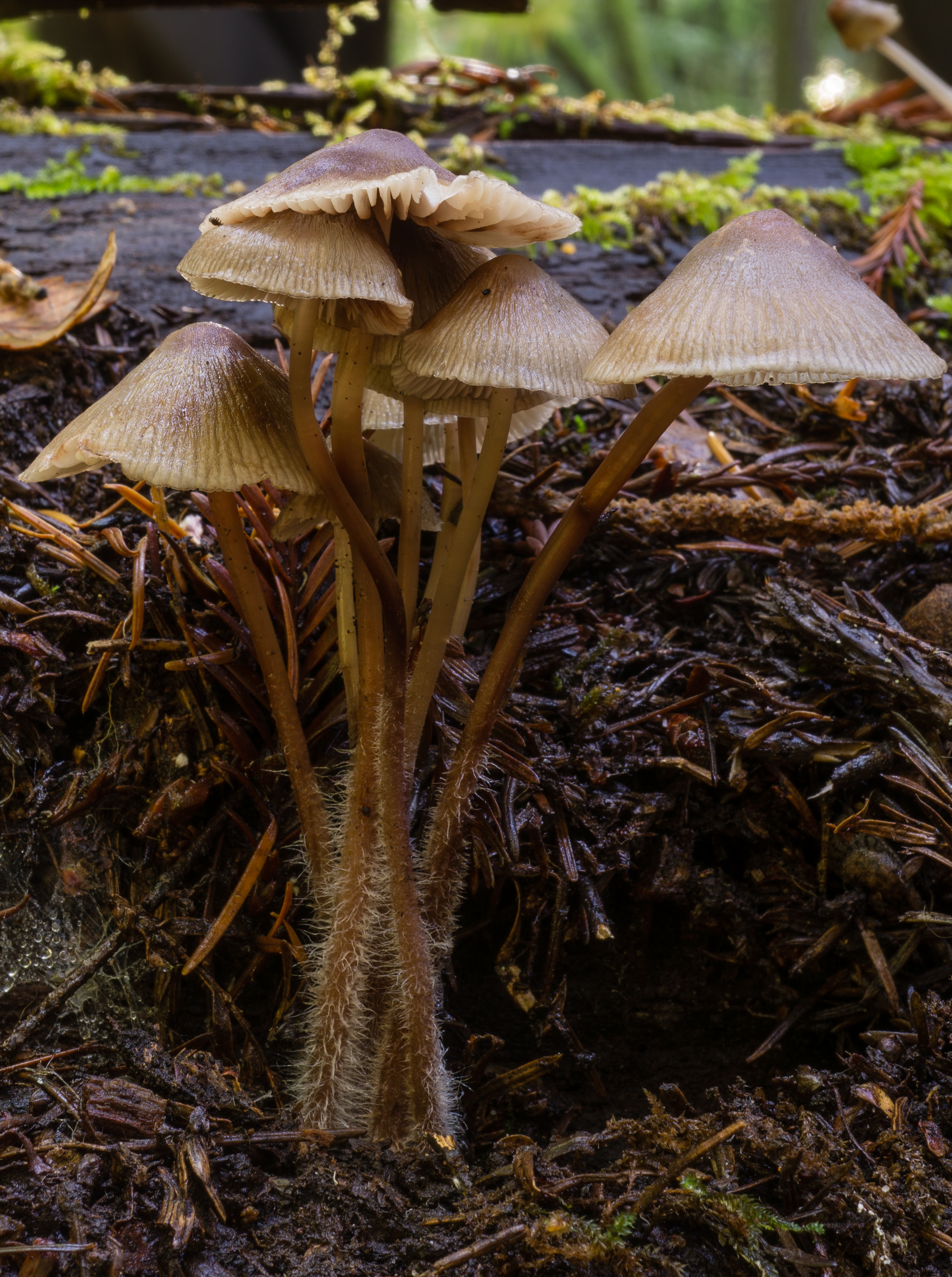
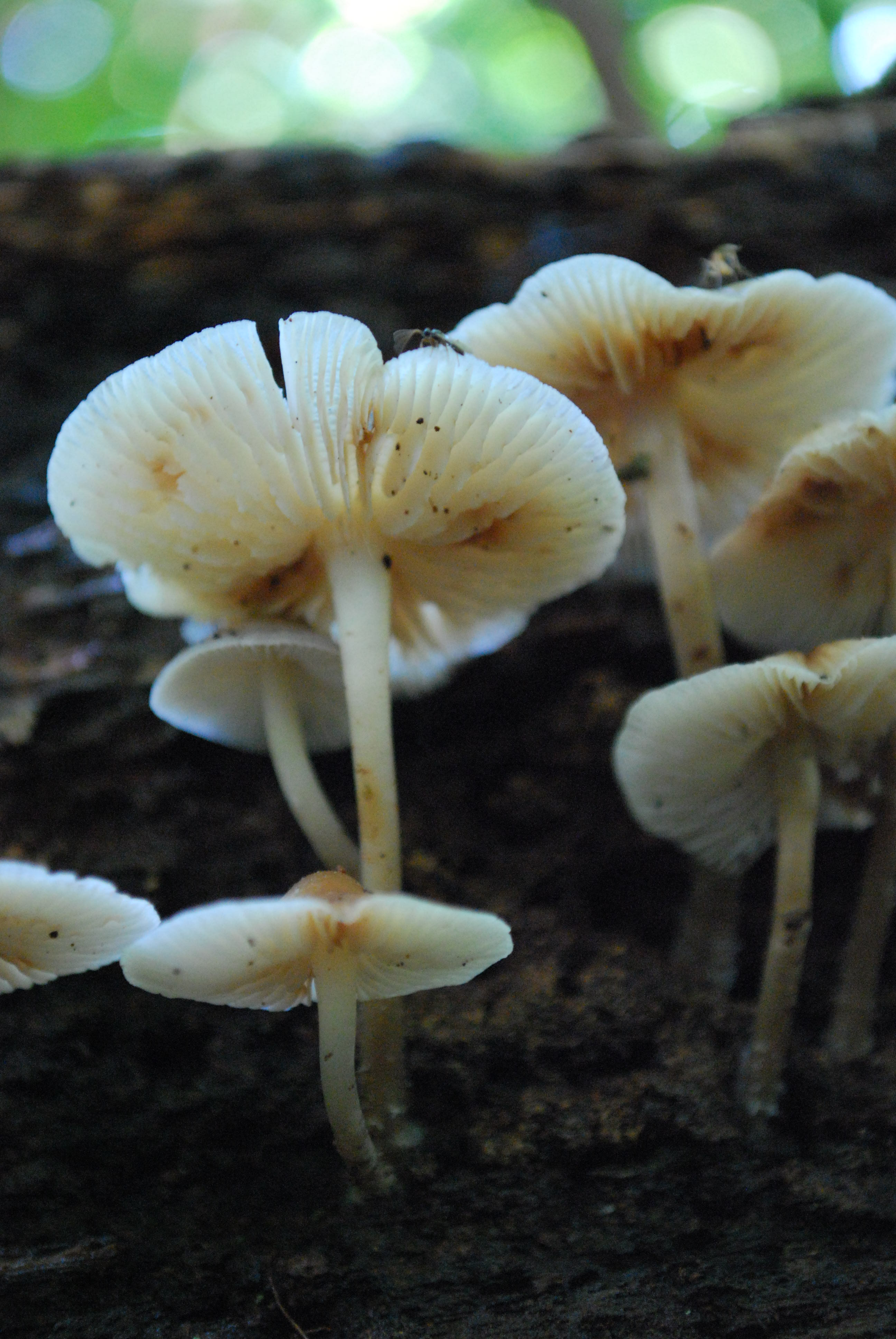

## Možnost záměny
- Helmovka tuhonohá (Mycena galericulata)[1]